# Софорок
Софо́рок, також супорка – український соус, який готували з борошна, курячого бульйону та сметани. Як правило, подавався до курки, вареної, печеної або фаршированої. За інгредієнтами та способом приготування нагадує бешамель. 
Вважався панською стравою, яка не призначалася селянам.
Описуючи царське застілля у поемі «Енеїда», Іван Котляревський згадує софорок:
|  | «Телячий лизень тут лежав, Ягни і до софорку кури, Печені різної три гури, Багацько ласив теж потрав.» |